# Ira Brown
Ira Brown, född 3 augusti 1982, är en japansk-amerikansk basketspelare. 
Brown deltog vid olympiska sommarspelen 2020 och var en del av Japans lag som blev utslagna i kvartsfinalen i tremannabasket.